# Hymn Kazachstanu
Menyng Kazakstanym (kaz. Менің Қазақстаным; trb. Meniň Qazaqstanım; pol. Mój Kazachstan) – hymn państwowy Kazachstanu. Został przyjęty 6 stycznia 2006 dekretem prezydenta Nursułtana Nazarbajewa. Muzykę skomponował w 1956 r. Szämszy Kałdajakow, a słowa napisał Żumeken Näżymedenow, zaś poprawki do niego wniósł Nursułtan Nazarbajew.

## Oficjalne słowa kazachskie
Wersja oryginalna
Алтын күн аспаны,

Алтын дән даласы,

Ерліктің дастаны -

Еліме қарашы!

Ежелден ер деген,

Даңкымыз шықты ғой,

Намысын бермеген,

Қазағым мықты ғой!

Менің елім, менің елім,

Гүлің болып егілемін,

Жырың болып төгілемин, елім!

Туған жерім менің — Қазақстаным!

Ұрпаққа жол ашқан,

Кең байтақ жерім бар.

Бірлігі жарасқан,

Тәуелсіз елім бар.

Қарсы алған уақытты,

Мәңгілік досындай.

Біздің ел бақытты,

Біздің ел осындай!

Менің елім, менің елім,

Гүлің болып егілемін,

Жырың болып төгілемин, елім!

Туған жерім менің — Қазақстаным!
Zapis słów alfabetem łacińskim
Altın kün aspanı,

Altın dän dalası,

Erliktiñ dastanı -

Elime qaraşı!

Ejelden er degen,

Dañkımız şıqtı ğoy,

Namısın bermegen,

Qazağım mıqtı ğoy!

Meniñ elim, meniñ elim,

Güliñ bolıp egilemin,

Jırıñ bolıp tögilemin, elim!

Twğan jerim meniñ — Qazaqstanım!

Urpaqqa jol aşqan,

Keñ baytaq jerim bar.

Birligi jarasqan,

Täwelsiz elim bar.

Qarsı alğan waqıttı,

Mäñgilik dosınday.

Bizdiñ el baqıttı,

Bizdiñ el osınday!

Meniñ elim, meniñ elim,

Güliñ bolıp egilemin,

Jırıñ bolıp tögilemin, elim!

Twğan jerim meniñ — Qazaqstanım!
Tłumaczenie na język polski
Na niebie słońce złote,

Na stepie ziarno się złoci

Oto mężny kraj - mój kraj.

W pomroce dziejów

Rodziła się nasza sława,

Dumny i silny mój kazachski naród.

O mój narodzie! O kraju mój!

Jam kwiat, ręką twą wyhodowany.

Jestem pieśnią na twych ustach,

Ojczyzno moja – Kazachstanie mój.

Mam nieskończone przestrzenie

I drogę w przyszłość otwartą.

Mam niepodległy,

Zgodny, zjednoczony naród.

Jak starego przyjaciela

Wita nowe czasy

Nasz szczęśliwy kraj, nasz naród.

O mój narodzie! O kraju mój!

Jam kwiat, ręką twą wyhodowany.

Jestem pieśnią na twych ustach,

Ojczyzno moja – Kazachstanie mój.